# Trente Glorieuses

Les Trente Glorieuses (na francuskom doslovno „Slavnih trideset”) je izraz koji se koristi za period francuske istorije koji je okvirno trajao od 1945. do 1973. godine, a koga je karakterisao izuzetno visoki i kontinuirani rast ekonomije, a koji se odrazio kroz visoku zaposlenost, visoke plate, kao i visoke prihode države koja ga je iskoristila za mnoge spektakularne infrastrukturne projekte, kao i jačanje socijalne države, a što je za posledicu imalo kontinuirani porast opšteg životnog standarda. Prvi put ga je iskoristio demograf Žan Furastie kao naslov svoje knjige „Les Trente Glorieuses, ou la révolution invisible de 1946 à 1975” (srp. „Slavnih trideset, ili nevidljiva revolucija od 1946. do 1975.”) objavljene 1979. godine, pri čemu je inspiraciju pronašao u izrazu „Slavna tri” koji se koristio za tri dana Julske revolucije (27.— 29. jul 1830).
Kao početak perioda se obično navodi primena Maršalovog plana, odnosno korištenje američke finansijske pomoći u svrhu obnove zemlje razorene i ekonomski unazađene Drugim svetskim ratom. Od 1947. pa nadalje se u Francuskoj beležio stalni porast ekonomske aktivnosti, a koji se odrazio ne samo kroz opšti porast blagostanja, nego i kroz trendove nastavka industrijalizacije i urbanizacije, odnosno smanjenje broja stanovnika ruralnih departmana nauštrb velikih gradova, posebno Pariza, kao i uvođenje dotada luksuznih uređaja kao što su telefoni, televizori, frižideri, mašine za pranje veša i sl. u gotovo svako francusko domaćinstvo, te načelno značajno povećanje vlasništva i pogodnosti, izrazito za francusku radničku klasu. Prema različitim istraživanjima, stvarna kupovna moć prosečne francuske radničke plate je porasla za 170% između 1950. i 1975. godine, dok je sveukupna privatna potrošnja porasla za 174% u periodu 1950—1974. godine.
Ti su procesi u mnogo čemu bili odraz opšeg ekonomskog buma koji je karakterisao zapadni svet u dve i po decenije nakon Drugog svetskog rata, odnosno u određenoj meri bili ekvivalent njemačkog, japanskog i italijanskog ekonomskog čuda; s druge strane izraz „ekonomsko čudo” nije korišten u Francuskoj, jer ona, za razliku od navedenih zemalja, nije bila poražena u ratu niti posle njega okupirana, ali i zbog toga što su prvih poratnih godina ekonomska zbivanja bila u senci akutne političke nestabilnosti tzv. Četvrte republike, kao i skupih i neuspelih kolonijalnih ratova u Indokini i Alžiru. Pozitivne ekonomske trendove je 1958. nastavila novouspostavljena Peta republika pod de Golom i kasnije drugima. Trente Gloriuses su, slično kao i isti trendovi kod većine zapadnih država, okvirno okončani sa izbijanjem naftne krize 1973. godine, premda je francuska ekonomija karakterističnim tempom još rasla sve do sredine 1970-ih godina, kada se bombastični tempo rasta smanjuje.
U svojoj uticajnoj knjizi „Kapital u XXI veku”, francuski ekonomista Toma Piketi opisuje „Trente Glorieuses” kao period izuzetnog (efekta) „sustizanja” (eng. catch up effect) nakon dva svetska rata. U podacima koje iznosi u knjizi, normalni godišnji rast u bogatim zemljama Severne Amerike je između 1.5-2% u periodu 1820—2012, dok je u zapadnoj Evropi koja je bila znatno pogođenija dvema svetskim ratovima, rast u periodu 1913—1950. pao na 0.5%, da bi u periodu 1950—1970 „sustigao” severnoamerički sa godišnjim rastom od visokih 4%, da bi od 70-ih godina na dalje dramatično pao na 1.5% do 2% „sustignuvši” tačno američki nivo.

## Napomene
1. ↑  Za kontinentalnu zapadnu Evropu, bez Velike Britanije, ovaj rast je još veći sa 5%, što je potpuno izvan svakog iskustva bogatih zemalja u poslednjim stolećima.

## Literatura
- Hanley, N. H.; Kerr & Waites (1984). Contemporary France: Politics and Society Since 1945 (2 изд.). Routledge. ISBN 978-0-415-02522-5.
- Vasović, Vučina (2012). Savremene demokratije, Tom I. Beograd: Službeni glasnik.  191351564
- Лакер, Волтер (1999). Историја Европе 1945—1992. Београд: Clio.  150973703
- Piketi, Toma (2015). Kapital u XXI veku. Novi Sad: Akademska knjiga.  293885447